# Fársovski
Fársovski (del ruso: Фарсовский) es un jútor del raión de Guiaguínskaya, en la república de Adiguesia de Rusia. Está situado en la orilla derecha del río Fars, afluente del río Labá, de la cuenca hidrográfica del Kubán, 28.5 km al sureste de Guiaguínskaya y 25 km al este de Maikop, capital de la república. Tenía 13 habitantes en 2010.
Pertenece al municipio de Serguíyesvskoye. 